# Bataille d'Anghiari (1440)
Pour les articles homonymes, voir Bataille d'Anghiari.
Notes
selon les sources, d'une soixantaine à 900 morts
Guerres de Lombardie
Batailles
- Zagonara
- Maclodio
- Soncino
- Pavie
- San Romano
- Delebio
- Anghiari
- 1re Pontevico
- 2e Pontevico
- Ghedi
- 3e Pontevico

La bataille d'Anghiari entre les Milanais et les Florentins (vainqueurs) eut lieu le 29 juin 1440 près d'Anghiari en Toscane.

## Une bataille aussi impressionnante que décisive
La renommée d'Anghiari en Toscane provient principalement du fait d'avoir été, le mercredi 29 juin 1440, le théâtre d’une bataille qui vit la victoire des Florentins guidés par le condottiere Micheletto Attendolo (de la famille Sforza), alliés aux troupes papales sous le commandement d'un autre mercenaire, Pietro Giampaolo Orsini, et à un détachement de cavalerie vénitienne, sur les Milanais menés par Niccolò Piccinino, envoyé par le duc Philippe Marie Visconti pour créer une diversion dans son conflit principal avec Venise.
Les troupes de Piccinino, supérieures en nombre et à l'offensive, furent attendues de l'autre côté d'un pont par celles des Florentins et leurs alliés. Les adversaires réussirent plusieurs fois à passer le pont, sans toutefois réussir à s'imposer de l'autre côté. La bataille consista principalement en un affrontement de cavalerie, dans l'espace restreint du pont, l'infanterie intervenant quand un groupe avait réussi à passer.

### La controverse sur les pertes
Machiavel parle de cette bataille sur un ton ironique : « dans un combat si acharné qu'il dura quatre heures entières, il n'y eut de tué qu’un seul homme, qui, encore, ne périt pas par le fer ennemi ou par aucun coup honorable, mais qui tomba de cheval et fut foulé aux pieds des chevaux ». Cependant, comme l'écrit Franco Cardini

« la foi excessive que nous autres modernes avons eue dans les jugements de Pétrarque puis de Machiavel a été un écran pour comprendre la vérité historique. Le cas limite reste la plus meurtrière bataille d'Anghiari qui opposa Sforza [Micheletto Attendolo] et Piccinino en 1440 où, sur les onze mille combattants, il en serait tombé seulement deux, selon Machiavel, tandis que, selon l'estimation bien plus fiable de Flavio Biondo, on déplorerait une soixantaine de morts et quatre cents blessés. »

Machiavel, écrivant quatre-vingts ans après les faits, consacre en effet le fonds de son discours à mettre en garde ses contemporains contre l'usage des mercenaires, qui, explique-t-il, font la guerre à leur propre profit, et non selon l'intérêt de leurs commanditaires.

### Une bataille décisive
Cependant, Piero Bargellini (it) rappelle que si le bilan militaire s’est révélé modeste, le bilan politique de la bataille d'Anghiari  ne le fut pas, car les Florentins célébrèrent cette bataille comme une grande et décisive victoire. Machiavel souligne, cette fois avec plus de profondeur historique, que «… la victoire fut beaucoup plus utile pour la Toscane que nuisible pour le duc de Milan. En effet, si les Florentins avaient perdu lors de cette journée, la Toscane lui appartenait, et en perdant lors de cette même journée, il n’a rien perdu d’autre que les armes et les chevaux de son armée que l’on peut récupérer avec assez peu d’argent… ».  La puissance des Medicis, patrons de Machiavel à Florence, se trouva également confortée par la retraite des Milanais.
Si les conséquences d'une défaite sur Florence eussent été catastrophiques, on doit aussi considérer les effets sur l'allié des Florentins, le pape Eugène IV, qui se trouvait exilé de Rome depuis neuf ans, et put y revenir en 1440, tandis que l'antipape Félix V, soutenu par le duc de Milan, finit, en 1449, par se soumettre au pape Nicolas V.

## Léonard de Vinci entre en scène

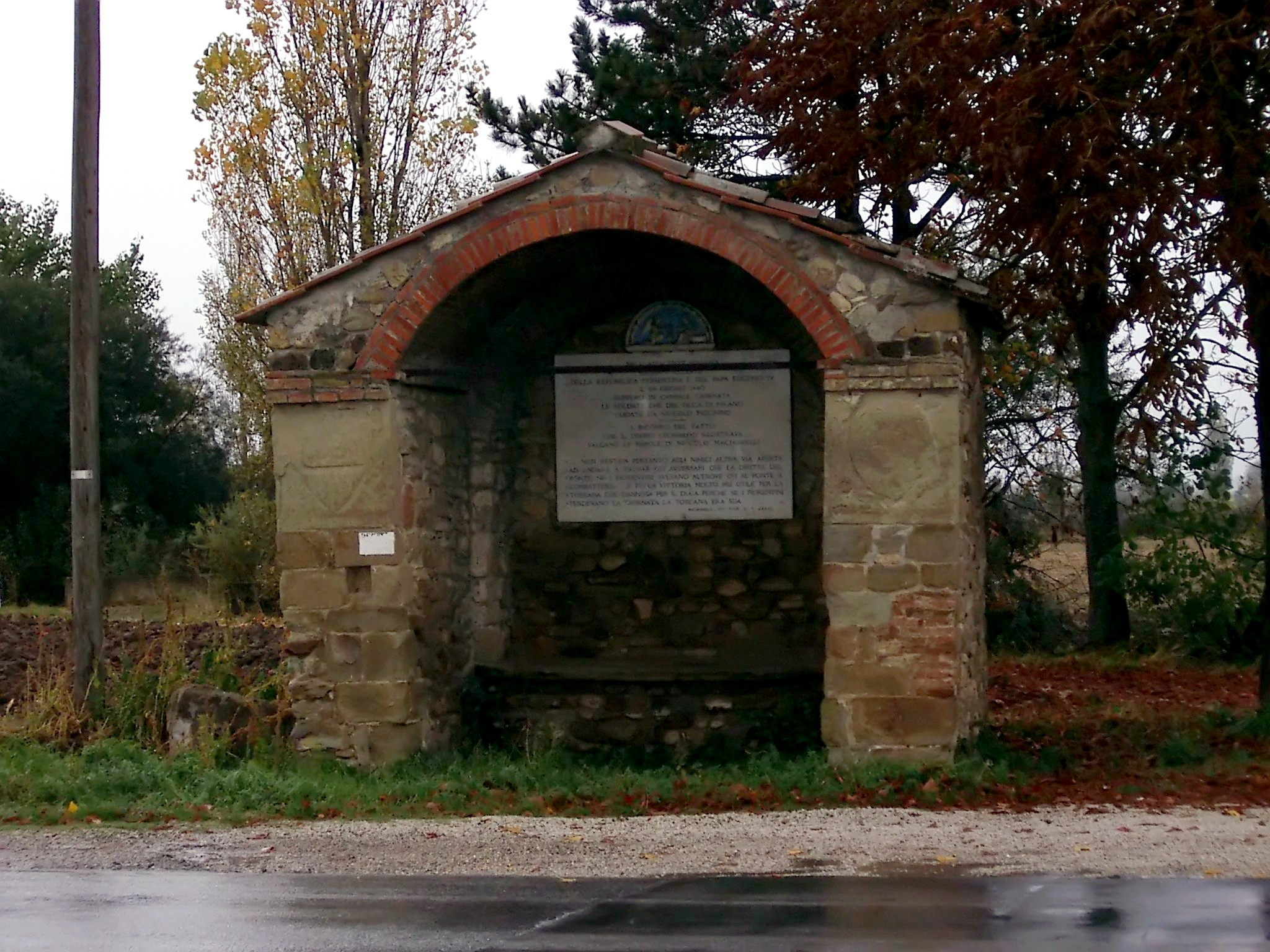
La chapelle de la victoire (plaine d'Anghiari)

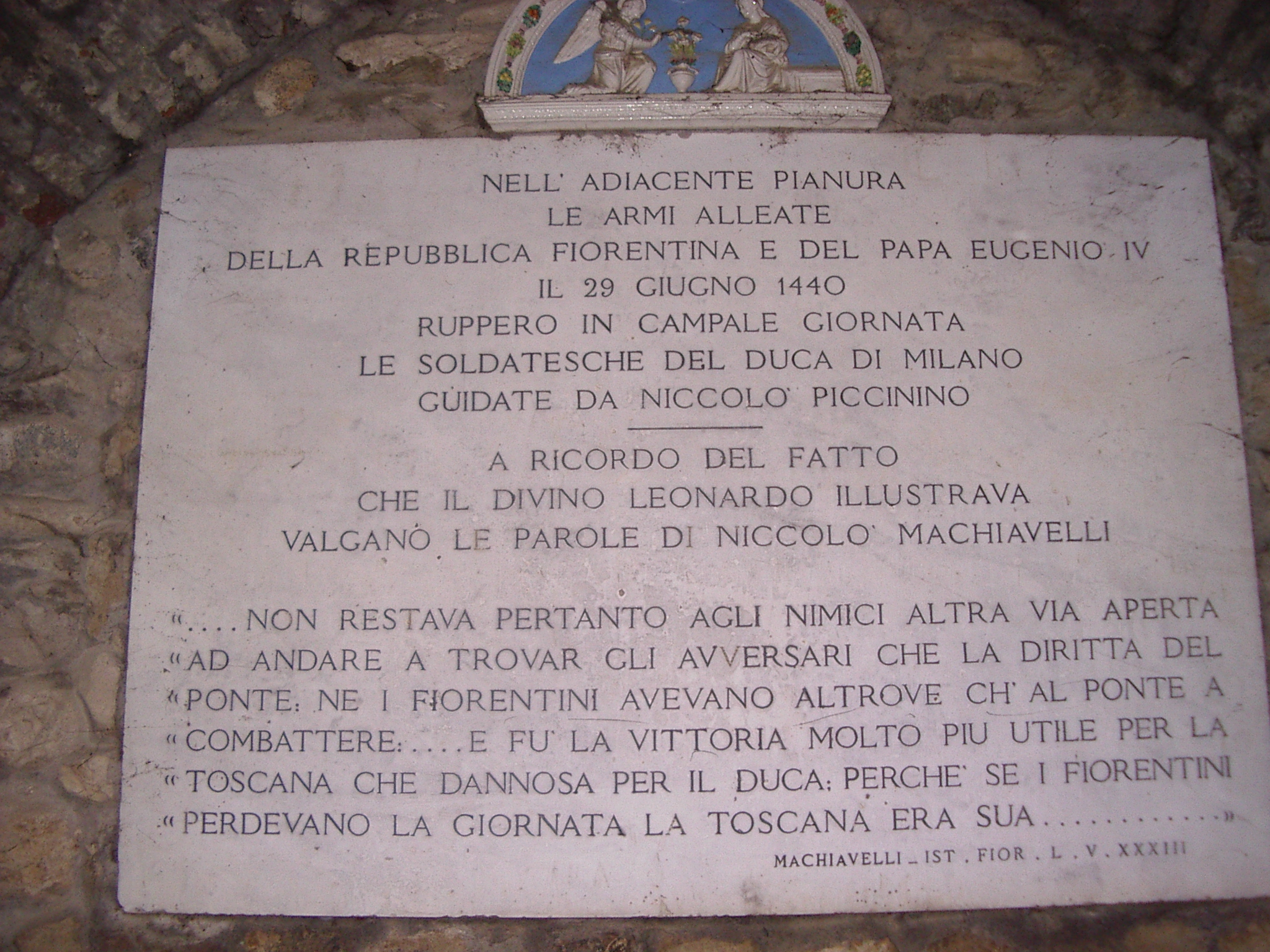
Plaque de la chapelle de la victoire d'Anghiari

La bataille aurait sûrement été oubliée si, soixante ans plus tard, les magistrats de Florence, pour décorer la Salle des Cinq-Cents du Palazzo Vecchio avec des œuvres rappelant les principales actions de la République, n’avaient confié à Léonard de Vinci le soin de peindre la « Bataille d'Anghiari ». Après la réalisation des esquisses, la partie centrale, c'est-à-dire le combat autour du drapeau, fut posée au mur.

### Sources primaires
- Flavio Biondo, Le decadi (Historiarum ab inclinatione romanorum decades), 1483, 32 volumes, trad. it. par Achille Crespi, Forli, 1963, p. 906-909. Texte latin sur Gallica, III decade lib. XI.
- (it) Niccolò Machiavelli, Istorie fiorentine, 1532, livre : 5 ; chapitre : 33 (wikisource)